# Asia Pacific Gateway
Asia Pacific Gateway (APG) là hệ thống cáp thông tin liên lạc dưới biển kết nối Trung Quốc, Hồng Kông, Nhật Bản, Hàn Quốc, Malaysia, Đài Loan, Thái Lan, Việt Nam và Singapore. Nó dài khoảng 10.400 kilômét (6.500 mi). Băng thông sẽ là 54,8 Tb/s. Consortium APG bao gồm Facebook, CAT Telecom, China Telecom, China Mobile International, China Unicom, Chunghwa Telecom, KT Corporation, LG Uplus, NTT Communications, StarHub, Global Transit, Viettel và VNPT. Hệ thống cáp APG đã được lên kế hoạch để sẵn sàng phục vụ vào năm 2016.

## Trạm kết nối
Nó sẽ có điểm kết nối cáp tại:
- Trung Quốc (tại Chongming và Nanhui)
- Hồng Kông (tại Tseung Kwan O)
- Nhật Bản (tại Shima và Shin Maruyama)
- Hàn Quốc (tại Busan)
- Malaysia (tại Kuantan)
- Đài Loan (tại Toucheng)
- Thái Lan (tại Songkhla)
- Việt Nam (tại Đà Nẵng)
- Singapore (tại Vùng Đông)